# 南内海村
南内海村（みなみうちうみむら）は、1948年（昭和23年）に愛媛県南宇和郡内海村から分立により発足し、1956年（昭和31年）に昭和の合併で同郡の御荘町に合併したことから、自治体としての歴史は閉じた。さらに2004年（平成16年）10月の南宇和郡全体での平成の合併で愛南町となっており、現在の愛南町の西部、おおむね御荘湾の南岸一帯の地域の漁村である。

## 地理
現在の愛媛県南宇和郡愛南町の西部に位置し、船越半島の北部、御荘湾の南岸一帯の地域。御荘湾をはさみ、北岸の御荘町と正対している。半島の背稜部を境に西海町と接する。半島の南部は傾斜がきついが、当村のある北側は傾斜も比較的緩く、海岸線が入り組んでいることから、浦々に集落が形成され、集落の背後には農地も開けている。

## 社会

### 地域・集落
字として東から赤水（あかみず）、高畑（たかはた）、中浦（なかうら）があった。村役場のあった中浦が中心といえる。これらは御荘町に合併後も字として存続した。大字はなし。
猿鳴（さるなぎ）  文政2年に中浦の村民が新浦として開拓した。
防城成川（ぼうじょうなるかわ）  防城と成川という隣り合った二つの集落から構成される。東が成川、西が防城。古くは成川防城と呼んでいた時期もある。当地区は当初は御荘湾対岸の御荘町への編入を希望していたが、結局南内海村に合流した。

### 行政
役場
中浦におかれた。
歴代村長
- 初代　清家八郎兵衛　1948年（昭和23年）11月-1952年（昭和27年）11月
- 2代　山下松一　1952年（昭和27年）11月-1956年（昭和31年）9月30日（合併による）

### 学校
小学校
- 赤水小学校

2012年平城小学校へ統合、平城小学校まで6キロメートル。
- 中浦小学校

中浦中学校が閉校となった後、中学校跡地に移転の後、2018年平城小学校へ統合、同11.1キロメートル。
中学校
- 中浦中学校

1952年南内海村立中浦中学校を南内海村立南内海中学校と改称、1956年御荘町立となる。1984年御荘町立中浦中学校と改称、2004年愛南町立となる。2009年愛南町立御荘中学校へ統合。なお御荘中学校までの距離は9.2キロメートル。

## 歴史

### 江戸時代以降
当地一帯はは古くから「内海浦」と呼ばれ、藩政期は宇和島藩御荘組松之荘に属した。
分村により成立した。この経緯は内海村の記事を参照のこと。
- 1948年（昭和23年）11月 - 南宇和郡内海村のうち、中浦・猿鳴・高畑・赤水・防城成川及び平山（ひらやま）の一部（大島[3]）が「南内海村」として分立。
- 1956年（昭和31年）9月30日 - 御荘町と合併、御荘町となり，自治体としては消滅。

```
南内海村の系譜
（町村制実施以前の村）　（明治期）　　　（昭和の合併）　　　　　　　（平成の合併）
　　　　　　　　　　　　町村制施行時
柏　　━━━━┓　　　　　　　　　　あ
　　　　　　　┣━━━━━内海村━━┳━━━━━━━━━━━━━━━━┓平成16年10月1日
　　　　　　　┃　　　　　　　　　　┣南内海村━━┓　　　　　　　　　┃新設合併
内海浦━━━━┛　　　　　　　　　　┃　　　　　　┃い合併　　　　　　┣愛南町
　　　　　　　　　　　　　　御荘町━┻━━━━━━┻━━━━━━━━━┫
　　　　　　　　　　　　　　城辺町━━━━━━━━━━━━━━━━━━┫
　　　　　　　　　　　　　　一本松町━━━━━━━━━━━━━━━━━┫
　　　　　　　　　　　　　　西海町━━━━━━━━━━━━━━━━━━┛

あ-　昭和23年11月3日　中浦・猿鳴・高畑・赤水・防城成川・平山のうち大島が「南内海村」として分立。
　　同日、平山のうち大島を除く地域及び深泥が御荘町へ境界変更
い- 昭和31年9月30日南内海村と御荘町とが合併、南内海村消滅。
（注記）御荘町他の合併以前の系譜はそれぞれの市町村の記事を参照のこと。

```

## 産業
元は半農半漁の集落であった。中浦は北東に開けた港であり、季節風や波浪の影響を受けにくく、漁港として好適であったことから巻き網漁も発展していった。のちに明治末期に御荘平山で始まった真珠母貝養殖が当地にも広がっていった。1955年（昭和30年）のイワシの不漁により、やがて漁類養殖業へと転換する事業者が増えていった。